# 残心残暑
『残心残暑』（ざんしんざんしょ）は、aikoのメジャー通算16枚目のオリジナル・アルバム。2024年8月28日にポニーキャニオンから発売。

## 概要
- 前作『今の二人をお互いが見てる』からおよそ1年5か月ぶりのオリジナル・アルバム。なお近年のaikoのアルバムは約2年間隔で発売する傾向があり、1年5か月というスパンでの発売は、2006年の7枚目のアルバム『彼女』（6枚目のアルバム『夢の中のまっすぐな道』から約1年5か月ぶり）以来のこととなった。
- 本作の発表は2024年7月1日に行われ、その際同時に「Love Like Rock vol. 10」および「Love Like Aloha vol. 7」の開催が明かされた[2]。
- 初回限定仕様盤2形態（DVD若しくはBlu-ray）と通常仕様盤の3形態でリリースされ、初回限定仕様盤には2024年冬に行われたアリーナツアー「Love Like Pop vol. 24」から、横浜アリーナ公演の模様とバックステージ・メイキング映像、aikoによるオーディオコメンタリーが収録されたDVD/Blu-rayが同梱される[2]。また12月25日にアルバムの12インチアナログ盤を生産限定商品として発売することを発表。8月28日より予約受付が開始され[1]、180g重量盤仕様のアナログ・レコードとして発売された[3]。
- ジャケット撮影は恒例となっているロケでの撮影となり、東京都新宿区にある赤城印刷[4]などで撮影された。

## チャート順位
初日に27,145枚を売り上げ、オリコンデイリーチャートにて初登場3位にランクインした。
初週に33,252枚を売り上げ、Billboard Japan Hot AlbumsおよびBillboard Japan CD Salesにて初登場4位にランクインした。
初週に32,361枚を売り上げ、オリコンウィークリーチャートにて初登場5位にランクインした。前作「今の二人をお互いが見てる」より2000枚売り上げを伸ばしたものの、週間チャートにおいてはaikoのアルバムの中では、1stアルバム「小さな丸い好日」（最高24位）に次いで下から2番目の結果となった。

## 収録内容

### CD
1. blue
2. skirt
  - 本作発売1週間前の8月21日に先行配信された。
  - サイバーエージェントとCygamesPicturesの共同企画テレビアニメ『アポカリプスホテル』オープニングテーマ[1]。
  - ミュージック・ビデオが制作され、aiko公式YouTubeチャンネルで公開された[1]。
3. 相思相愛
  - 45thシングル。
4. 好きにさせて
5. 鮮やかな街
6. ガラクタ
7. いつ逢えたら
  - 配信限定シングル（44thシングルのカップリングとして収録）。
8. blow
9. 願い事日記
10. 星の降る日に
  - 44thシングル。
11. アンコール
12. よるのうみ
13. 赤い手で

### DVD・Blu-ray
- 「Love Like Pop vol. 24」2024/02/17 @Yokohama Arena

1. 飛行機
  - 3rdアルバム『夏服』収録曲。
2. 青空
  - 39thシングル。
  - メルカリ「誕生たのメル便」CMソング。
3. 荒れた唇は恋を失くす
  - 15thアルバム『今の二人をお互いが見てる』収録曲。
4. アップルパイ
  - 15thアルバム『今の二人をお互いが見てる』収録曲。
5. 恋のスーパーボール
  - 28thシングル。
  - カルピス「カルピスウォーター」CMソング。
6. 名のないハート
  - 44thシングル『星の降る日に』収録曲。
7. 明日もいつも通りに
  - 5thアルバム『夢の中のまっすぐな道』収録曲。
8. ばいばーーい
  - 14thアルバム『どうしたって伝えられないから』収録曲。
9. 宇宙で息をして
  - 13thアルバム『湿った夏の始まり』収録曲。
  - 本作発売前にYouTubeにて先行配信された。
10. もっと
  - 35thシングル。
  - TBS系火曜ドラマ「ダメな私に恋してください」主題歌。
11. 58cm
  - 40thシングル『ハニーメモリー』収録曲。
12. えりあし
  - 14thシングル。
  - エムティーアイ「MUSIC.JP」CMソング。
13. アタック！24メドレー
  1. ドライブモード
    - 13thアルバム『湿った夏の始まり』収録曲。

  2. 赤い靴
    - 1stアルバム『小さな丸い好日』収録曲。
    - ANB「速報！スポーツCUBE」テーマソング。

  3. それだけ
    - 4thアルバム『秋 そばにいるよ』収録曲。
    - テレビ朝日ドラマ「科捜研の女」主題歌。

  4. 夜の風邪
    - 38thシングル『ストロー』収録曲。
    - 本公演での演奏がライブ初演。

  5. 桜の時
    - 5thシングル。
    - カルピス「カルピスウォーター」イメージソング。

  6. Loveletter
    - 30thシングル。

  7. 二人
    - 23rdシングル。
    - エムティーアイ「MUSIC.JP」CMソング。

  8. 予告
    - 37thシングル。

  9. 歌姫
    - 1stアルバム『小さな丸い好日』収録曲。

  10. telepathy
    - 15thアルバム『今の二人をお互いが見てる』収録曲。
14. 星の降る日に
  - 44thシングル。
15. キラキラ
  - 18thシングル。
  - フジテレビ系ドラマ「がんばっていきまっしょい」主題歌。
  - トヨタ「ポルテ」CMソング。
16. ねがう夜
  - 42ndシングル。
17. のぼせ
  - 15thアルバム『今の二人をお互いが見てる』収録曲。
18. ジェット
  - 1stアルバム『小さな丸い好日』収録曲。
19. ストロー
  - 38thシングル。
  - TBS系「王様のブランチ」テーマソング。

特典映像：Love Like Pop vol. 24 behind the scenes
副音声：aiko Commentary

## 演奏
- aiko：Vocals&All Background Vocals
- 島田昌典
  - Wurlitzer (#1.8.10)
  - Hammond Organ (#1.2.6.7.8.10)
  - Programming (#1.2.6.7.8)
  - Piano (#2.6.7)
  - Tambourine (#2.6.7.8.10)
  - Upright Piano (#6.8)
  - Electric Guitar,Solina (#8)
  - ARP omni (#10)
- 神谷洵平：Drums (#1.8.9.10.12)
- 高橋結子：Conga (#1.10)
- 須長和広：Bass (#1.2.3.4.6-10.12.13)
- 設楽博臣
  - Gut Guitar (#1)
  - Electric Guitar (#3.4.13)
- 佐野康夫：Drums (#2.6)
- 芳賀義彦
  - Electric Guitar (#2.8.9)
  - Acoustic Guitar (#8)
- 西村浩二：Trumpet (#2.9)
- 小林太
  - Flugelhorn (#1)
  - Trumpet (#2)
- 川原聖仁：Trombone (#2)
- 庵原良司
  - Alto Sax (#2.9)
  - Flute (#8)
- 陸悠：Tenor Sax (#2.9)
- 竹村尚哉
  - Baritone Sax (#2)
  - Tenor Sax (#9)
- 室屋光一郎ストリングス：Strings (#2.13)
- 白根賢一：Drums,Tambourine (#3)
- Tomi Yo
  - Piano (#3.4.5.11.13)
  - Hammond Organ (#3)
  - Programming (#3.4.5.11.12.13)
  - Wurlitzer,Felt Piano (#12)
- 玉田豊夢
  - Drums (#4.7.11.13)
  - Tambourine (#4.11.13)
- 村上基：Trumpet (#4.11)
- 具志堅創：Trumpet (#4)
- 鹿討奏：Trombone (#4.9.11)
- 武嶋聡：Tenor Sax (#4.11)
- 浜口高知
  - Electric Guitar (#5.6.7.10.11)
  - Acoustic Guitar (#7)
  - Gut Guitar (#12)
- 加藤智浩・藤田麻理絵：French Horn (#7)
- 渡辺シュンスケ：Piano,Hammond Organ (#9)
- 川嶋可能：Tambourine,Programming (#9)
- 二井田ひとみ：Trumpet (#9)
- 安達貴史：Bass (#11)